# Ebenidium
Ebenidium là một chi thực vật có hoa trong họ Đậu.